# Cubaanse draakvis
De Cubaanse draakvis (Chimaera cubana) is een vis uit de familie der Draakvissen. De vis komt voor in de open wateren van  Colombia, Cuba en Puerto Rico op diepten tussen de 270 en 450 m.  De soort kan een lengte bereiken van 75 cm. Langelijnvisserij op grote diepten voor de kust van Colombia, waarbij deze vis als bijvangst wordt gevangen, is mogelijk een bedreiging voor deze soort draakvis. Er zijn echter in dit gebied genoeg zeegebieden die ongeschikt zijn voor deze visserij, waar de Cubaanse draakvis zich kan schuilhouden. Er zijn daarom onvoldoende gegevens voor een plaatsing op de Rode Lijst van de IUCN